# Jonathan Silverman
Jonathan Elihu Silverman (Los Angeles, Califórnia, 5 de agosto de 1966) é um ator americano, conhecido por seu papel na comédia 
Weekend at Bernie's e a sequência Weekend at Bernie's II. Em 2007, casou com a atriz Jennifer Finnigan.